# S. R. Srinivasa Varadhan
Sathamangalam Ranga Iyengar Srinivasa Varadhan (Chennai, 2 de janeiro de 1940) é um matemático tâmil naturalizado estadunidense.

## Condecorações
Recebeu o Prêmio George David Birkhoff em 1994 e o Prêmio Leroy P. Steele (1996). Doou o prêmio recebido a um hospital de Tambaram. Recebeu o Prêmio Abel em 2007.